# I'm Gonna Be Alright
I'm Gonna Be Alright (Budu v pořádku) je druhá píseň z třetího alba J to tha L-O!: The Remixes americké zpěvačky Jennifer López.
Song vyšel v roce 2002 a má i svou B stranu - píseň, která se jmenuje Alive. Společně s López se v písni objevil i rapper Nas.

## Umístění ve světě
| Hitparáda (2002) | Umístění |
| ---------------- | -------- |
| USA              | 10       |
| Austrálie        | 16       |
| Rakousko         | 25       |
| Brazílie         | 44       |
| Kanada           | 29       |
| Dánsko           | 9        |
| Nizozemsko       | 9        |
| Evropa           | 5        |
| Finsko           | 18       |
| Francie          | 12       |
| Německo          | 6        |
| Irsko            | 13       |
| Izrael           | 3        |
| Itálie           | 24       |
| Mexiko           | 28       |
| Nový Zéland      | 30       |
| Norsko           | 10       |
| Švédsko          | 22       |
| Švýcarsko        | 4        |
| Velká Británie   | 3        |
| Svět             | 9        |

## Úryvek textu
I used to say I couldn’t do it but I did it,
After telling everybody that I wasn't with it,
Though it brings tears to my eyes, I can feel it
And I know inside I’ma be alright.
I used to say I couldn’t do it but I did it,
After telling everybody that I wasn't with it,
Though it brings tears to my eyes, I can feel it
And that voice inside says I’m gonna be alright.